# Федорівська сільська рада (Пологівський район)
| Федорівська сільська рада — колишній орган місцевого самоврядування у Пологівському районі Запорізької області з адміністративним центром у с. Федорівка. Водоймища на території, підпорядкованій даній раді: р. Гайчур. Сільській раді підпорядковані населені пункти: - с. Федорівка - с. Балочки - с. Бурлацьке - с. Золота Поляна - с. Красноселівка - с. Тернове - с. Хліборобне - с. Чкалова |

## Склад ради
Рада складається з 22 депутатів та голови:
- Голова ради: Черноус Володимир Іванович
- Секретар ради: Стус Людмила Володимирівна

### Керівний склад попередніх скликань
| ПІБ                            | Основні відомості                                                         | Дата обрання | Дата звільнення |
| ------------------------------ | ------------------------------------------------------------------------- | ------------ | --------------- |
| Шинкаревич Валерій Ярославович | Сільський голова, 1967 року народження, освіта, безпартійний              | 26.03.2006   | 31.10.2010      |
| Павловський В'ячеслав Іванович | Сільський голова, 1955 року народження, освіта вища, член Партії регіонів | 17.07.2011   |                 |
| Черноус Володимир Іванович     | Сільський голова, 1964 року народження, освіта вища, безпартійний         | 25.10.2020   |                 |

Примітка: таблиця складена за даними джерела